# Puig d'en Doma
El Puig d'en Doma és una muntanya de 22 metres que es troba al municipi d'Ultramort, a la comarca catalana del Baix Empordà.